# Австралийский национальный университет

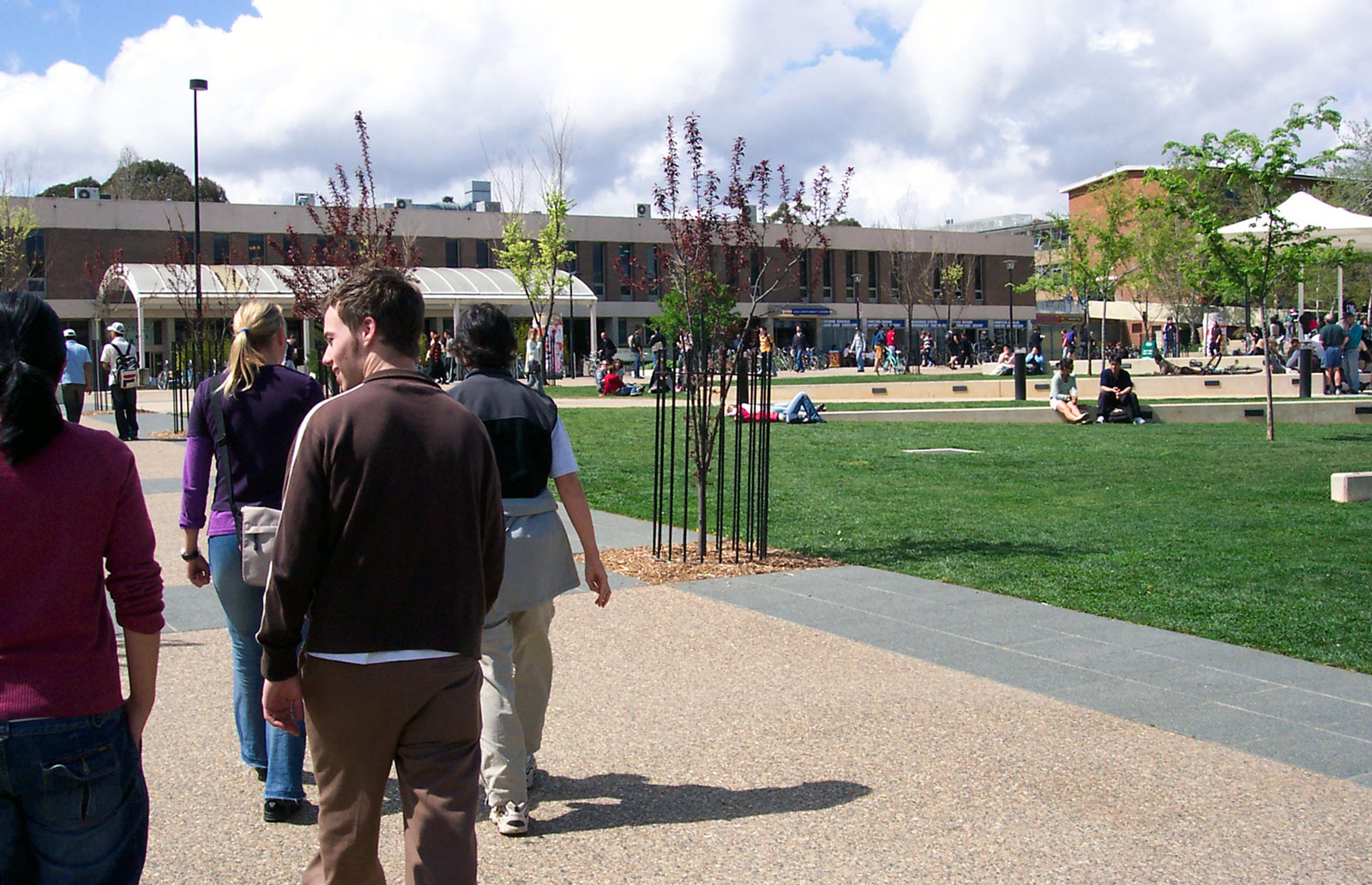
Австралийский национальный университет, Union Court в центре кампуса

Австрали́йский национа́льный университе́т (англ. The Australian National University, ANU) — государственный университет, расположенный в Канберре (Австралия). Создан 1 августа 1946 года. Вначале специализировался на исследовательской работе. В 1960 году объединился с Университетским колледжем Канберры и стал предоставлять также и высшее образование.
Австралийский национальный университет является одним из ведущих университетов Австралии, он входит в «Группу восьми», — объединение восьми ведущих государственных университетов Австралии. По данным на 2017 год в университете обучалось свыше 25 000 студентов. Согласно влиятельному рейтингу издательства «U.S. News & World Report», в 2018 учебном году университет занимал 59-ю строчку в мировом рейтинге и 4-ю среди университетов Австралии. А в 2006 году тем же издательством университет признавался лучшим австралийским учебным заведением.
АНУ считается одним из ведущих мировых исследовательских университетов. Он занимает 1-е место в Австралии и во всей Океании, 24-е место в мире по рейтингу QS World University 2019 года, и 49-е место в мире (второе место в Австралии) по версии 2019 Times Higher Education. АНУ был назван 7-м (первым в Австралии) самым международным университетом в мире по результатам исследования Times Higher Education в 2017 году. В ежегодном рейтинге трудоустройства выпускников высших учебных заведений «Times Higher Education» за 2017 год АНУ занял 21-е место в мире (первое место в Австралии). АНУ занимает 100 место (первое место в Австралии) в рейтинге CWTS Leiden. Университет особенно хорошо известен своими программами в области искусства и социальных наук и входит в число лучших в мире по ряду дисциплин, включая политику и международные отношения, социальную политику и географию.
При университете существует Исследовательская школа астрономии и астрофизики на базе которой основана обсерватория Сайдинг-Спринг — крупнейшая обсерватория на Австралийском континенте.

## История
Австралийский национальный университет был создан на основании закона, внесённого в Федеральный парламент премьер-министром Беном Чифли и министром послевоенной реконструкции Джоном Дедмэном. Закон был принят 1 августа 1946 года при поддержке лидера оппозиции Роберта Мензиса. Австралийский национальный университет остается единственным университетом в Австралии, созданным на основании федерального закона.
Первоначально это был исследовательский университет для аспирантов. В 1960 году АНУ интегрировал Университетский колледж Канберры, который был основан в 1929 году как кампус университета Мельбурна и начал обучение студентов. В 2012 году фонд университета составлял 1,13 млрд австралийских долларов.
В группу видных австралийских учёных, принявших участие в становлении Австралийского национального университета, входили: сэр Марк Олифант, лидер в области развития радаров и ядерной физики; сэр Хоуард Флори, участвовавший в открытии пенициллина; сэр Кейт Хэнкок, выдающийся историк; Херберт Кумбс, известный экономист и общественный деятель.

## Академическая структура
Австралийский национальный университет включает в себя 7 колледжей и Институт передовых исследований. Колледжи осуществляют подготовку бакалавров, магистров и исследовательскую деятельность. Институт передовых исследований сконцентрирован исключительно на исследовательской работе и подготовке магистров и состоит из 9 исследовательских школ и исследовательского центра.

### Колледжи
- Колледж искусств и социальных наук
- Колледж Азии и Тихоокеанского региона
- Колледж бизнеса и экономики
- Колледж инженерных и компьютерных наук
- Колледж права
- Колледж медицины, биологии и окружающей среды
- Колледж физических и математических наук

### Исследовательские школы
- Исследовательская школа астрономии и астрофизики
- Исследовательская школа биологических наук
- Исследовательская школа химии
- Исследовательская школа наук о земле
- Исследовательская школа информационных наук и инжиниринга
- Исследовательская школа тихоокеанских и азиатских исследований
- Исследовательская школа физических и инженерных наук
- Школа медицинских исследований Джона Кертина
- Центр исследований природных ресурсов и окружающей среды

#### Исследовательская школа социальных наук
Исследовательская школа социальных наук (англ. Research School of Social Sciences) является основным подразделением университета, проводящим теоретические и эмпирические исследования в области социальных наук. Она является одной из четырёх фундаментальных школ «Института перспективных исследований» (англ. Institute of Advanced Studies) университета, а также одним из ведущих центров в Австралии в этой области.
В состав этого подразделения также входит «Национальный биографический центр» (англ. National Centre of Biography), основанный в июне 2008 года с целью «стать центром для тех, кто пишет и читает биографии австралийцев в стране и за её пределами». Основным проектом центра является Австралийский биографический словарь, однако помимо этого они проводят конференции, семинары и обучают стипендиатов, которые в будущем желают стать биографами.

### Издательство
Издательство Австралийского национального университета (англ. Australian National University Press или ANU Press, ранее (до 2014 года) носило название ANU E Press) было основано в 2004 году с целью издания книг и журналов в электронном формате. Оно является первым в стране научным издательством, специализирующимся на книгах такого типа. Обоснованием для основания издательства стала «возможность публиковать книги, которые не обязательно принесут прибыль», а также убеждённость членов правления университета в том электронная публикация книг является наиболее достойной альтернативой традиционным вариантам.
ANU Press является мультидисциплинарным издательством, которое публикует в основном книги, написанные сотрудниками самого университета или других университетов Австралии. Основные области — история, политология, история науки, экономика, а также этнография и антропология стран Азиатско-Тихоокеанского региона. Помимо этого ANU Press — это первое в стране научное издательство открытого доступа. Все книги и журналы публикуются под свободной лицензией CC BY-NC-ND 4.0, разрешающей некоммерческое использование и распространение с указанием авторства. Они доступны на сайте издательства. По заявлениям представителей ANU, желающие поддержать исследования университета всегда смогут купить их книги, однако остальные смогут, согласно конвенции ООН, получить доступ к «научным знаниям, что являются достоянием мировой общественности».

#### Научные журналы
На 2021 год ANU Press издаёт 9 научных журналов, в которых статьи пишутся учёными, а также 6 журналов со статьями от студентов университета. Ещё три журнала снято с выпуска. Список журналов со статьями от учёных приведён ниже:
- Aboriginal History;
- Agenda — A Journal of Policy Analysis and Reform;
- ANU Historical Journal II (наследник ANU Historical Journal, который выходил с 1964 по 1987 год);
- Australian Journal of Biography and History;
- East Asia Forum Quarterly;
- Human Ecology Review;
- International Review of Environmental History;
- Lilith: A Feminist History Journal;
- Made in China Journal;

#### Импринты
На 2021 год у издательства Австралийского национального университета существует 5 импринтов, также выпускающих научную литературу по системе открытого доступа:
- ANU Press Textbooks — импринт, печатающий учебную литературу широкого профиля для студентов и учеников школ;
- ANU Press Languages — импринт, под которым печатаются монографии и учебники по языкознанию, используемые для обучения в Австралийском национальном университете и ряде других университетов страны;
- ANU Press Music — импринт, выпускающий литературу по музыковедению, а также по другим сферам популярной культуры;
- ANU eView — запущенный в 2018 году импринт, издающий литературу, написанную студентами Австралийского национального университета, но проходящую процедуру реценизирования, в частности все пять журналов со студенческими статьями.

## Кампус
Основной кампус университета площадью 1,45 квадратных километра занимает почти весь район Канберры Эктон. Основные университетские здания:
- Зал Брюс
- Зал Урсула
- Зал Феннер
- Колледж Бургмэнна
- Колледж Джона XXIII
- Зал Бёртона и Гэррэна
- Зал Тоад
- Университетский дом
- Дом выпускников

Зал Феннер расположен за пределами кампуса на Норфборн авеню в соседнем районе Брэддон.
Исследовательская школа астрономии и астрофизики также расположена за пределами основного кампуса в обсерватории на горе Стромло около округа Вестон Крик на юге Канберры. Школа также имеет Обсерваторию Сайдинг-Спринг около города Кунабарабран в штате Новый Южный Уэльс. Данная обсерватория осталась единственной после уничтожения обсерватории на горе Стромло в лесных пожарах 2003 года. Университет также имеет прибрежный кампус Киолоа на южном побережье штата Новый Южный Уэльс, специализирующийся на практических занятиях по полевым исследованиям, и Североавстралийское исследовательское подразделение в Дарвине в Северной территории.
Музей Античности расположен в фойе здания AD Hope в главном кампусе ANU в Актоне.